# Fernando Ferretti
Fernando Ferretti (Rio de Janeiro, 26 aprile 1949 – Araruama, 29 agosto 2011) è stato un calciatore brasiliano, di ruolo attaccante.
È scomparso nel 2011 all'età di 62 anni a seguito di un tumore.

## Caratteristiche tecniche
Giocava come attaccante, più precisamente come centravanti. Le sue caratteristiche principali erano la forza fisica e l'abilità realizzativa.

## Carriera

### Club
Debuttò nel 1966 con il Botafogo, squadra della sua città natale, con cui si mise in evidenza nel 1968: quell'anno, difatti, fu uno dei protagonisti della Taça Brasil, e con le sue sette marcature contribuì alla vittoria del suo club nella competizione. Ferretti proseguì la carriera con il Botafogo fino al 1971, anno in cui fu incluso nello scambio con il Santos per Carlos Alberto: per il terzino della Nazionale brasiliana, al club di San Paolo andarono Moreira, Rogério e lo stesso Ferretti. Con la nuova società il centravanti carioca non riuscì a mantenersi sui buoni livelli delle stagioni precedenti, e così fu ceduto al Vasco da Gama. Con la compagine dalla maglia cruzmaltina Ferretti mancò l'opportunità di partecipare al Primeiro Campeonato Nacional de Clubes, vale a dire la prima edizione del campionato nazionale vero e proprio. Tornato al Botafogo, debuttò in massima serie il 13 settembre 1972 contro il Coritiba. Nel Terceiro Campeonato Nacional de Clubes andò a segno per nove volte, mentre nel 1974 segnò l'ultimo gol con il Botafogo: difatti, nel torneo seguente vestì la casacca del CSA, formazione dello Stato di Alagoas con cui si aggiudicò anche il titolo statale. Nel 1978 si ritirò dall'attività, giocando con l'Atlético Paranaense la sua ultima stagione da professionista.

### Nazionale
Giocò durante Città del Messico 1968 da titolare. Fece il suo esordio il 14 ottobre contro la Spagna, nell'incontro perso 1-0 dalla sua formazione all'Estadio Azteca di Città del Messico. Andò a segno nelle due partite successive, il 16 ottobre contro il Giappone e il 18 contro la Nigeria, entrambe disputate a Puebla.

## Palmarès

### Club

#### Competizioni nazionali
- Taça Guanabara: 2

Botafogo: 1967, 1968
- Campionato Carioca: 2

Botafogo: 1967, 1968
- Taça Brasil: 1

Botafogo: 1968
- Campionato Alagoano: 1

CSA: 1975
- Campionato Cearense: 1

Ceará: 1977

### Individuale
- Capocannoniere della Taça Brasil: 1

1968 (7 gol)